# Fosterlandsunionen

Logo

Fosterlandsunionen, Vaterländische Union (VU) är ett konservativt parti i Liechtenstein, bildat 1936 genom samgående mellan de båda borgerliga partierna Liechtensteiner Volkspartei och  Liechtensteiner Heimatdienst.  
Partiet har 12 parlamentsledamöter. 
Partiledare är Jakob Büchel.